# Tanaboon Kesarat
Tanaboon Kesarat (taj. ธนบูรณ์ เกษารัตน์, ur. 21 września 1993 w Samut Prakan) – tajski piłkarz grający na pozycji defensywnego pomocnika. Od 2018 roku jest zawodnikiem klubu BG Pathum United.

## Kariera piłkarska
Swoją karierę piłkarską Kesarat rozpoczął w klubie Bangkok FC. W 2011 roku zadebiutował w nim w rozgrywkach Thai First Division. W 2012 roku przeszedł do BEC Tero Sasana FC. W tym samym roku został z niego wypożyczony do RBAC FC. W BEC Tero Sasana grał do końca sezonu 2015.
W 2016 roku Kesarat przeszedł do Muanthong United. Swój debiut w nim zaliczył 5 marca 2016 w wygranym 1:0 wyjazdowym meczu z Nakhonem Ratchasima. W sezonie 2016 został mistrzem Tajlandii.
W 2017 roku Kesarat został zawodnikiem Chiangrai United. Zadebiutował w nim zwycięskim 4:0 domowym meczu z Super Power Samut Prakan. W 2017 i 2018 roku zdobył z Chiangrai United dwa Puchary Tajlandii.
W 2018 roku Kesarat przeszedł do Bangkok Glass FC. Swój debiut w nim zaliczył 7 lipca 2018 w przegranym 0:1 wyjazdowym meczu z PT Prachuap FC.
| Sezon | Klub              | Kraj      | Rozgrywki       | Mecze | Gole |
| ----- | ----------------- | --------- | --------------- | ----- | ---- |
| 2011  | Bangkok FC        | Tajlandia | First Division  | 21    | 0    |
| 2012  | BEC Tero Sasana   | Tajlandia | Premier League  | 2     | 0    |
| 2012  | RBAC FC           | Tajlandia | Second Division | 19    | 2    |
| 2013  | BEC Tero Sasana   | Tajlandia | Premier League  | 25    | 0    |
| 2014  | BEC Tero Sasana   | Tajlandia | Premier League  | 34    | 0    |
| 2015  | BEC Tero Sasana   | Tajlandia | Premier League  | 29    | 0    |
| 2016  | Muangthong United | Tajlandia | Premier League  | 29    | 0    |
| 2017  | Chiangrai United  | Tajlandia | Premier League  | 22    | 1    |
| 2018  | Chiangrai United  | Tajlandia | Premier League  | 0     | 0    |
| 2018  | Bangkok Glass     | Tajlandia | Premier League  | 13    | 0    |

## Kariera reprezentacyjna
W reprezentacji Tajlandii Kesarat zadebiutował 15 czerwca 2013 roku w wygranym 5:1 towarzyskim meczu z Chinami. W 2019 roku powołano go do kadry na Puchar Azji.